# Баєрбах
Баєрбах (нім. Bayerbach) — громада в Німеччині, розташована в землі Баварія. Підпорядковується адміністративному округу Нижня Баварія. Входить до складу району Ротталь-Інн. Складова частина об'єднання громад Бад-Бірнбах.
Площа — 19,43 км2. Населення становить 1698 ос. (станом на 31 грудня 2020).

## Галерея

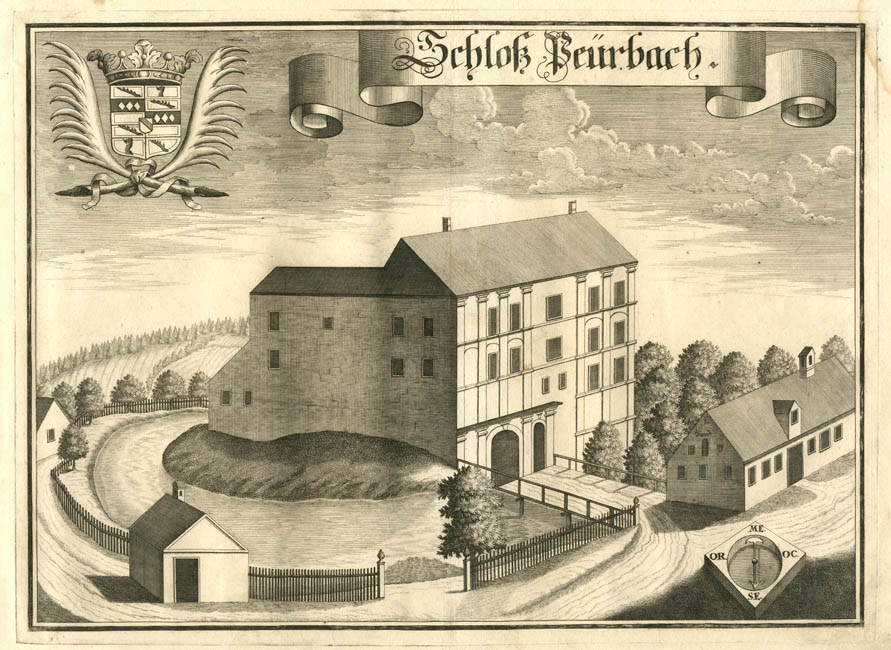
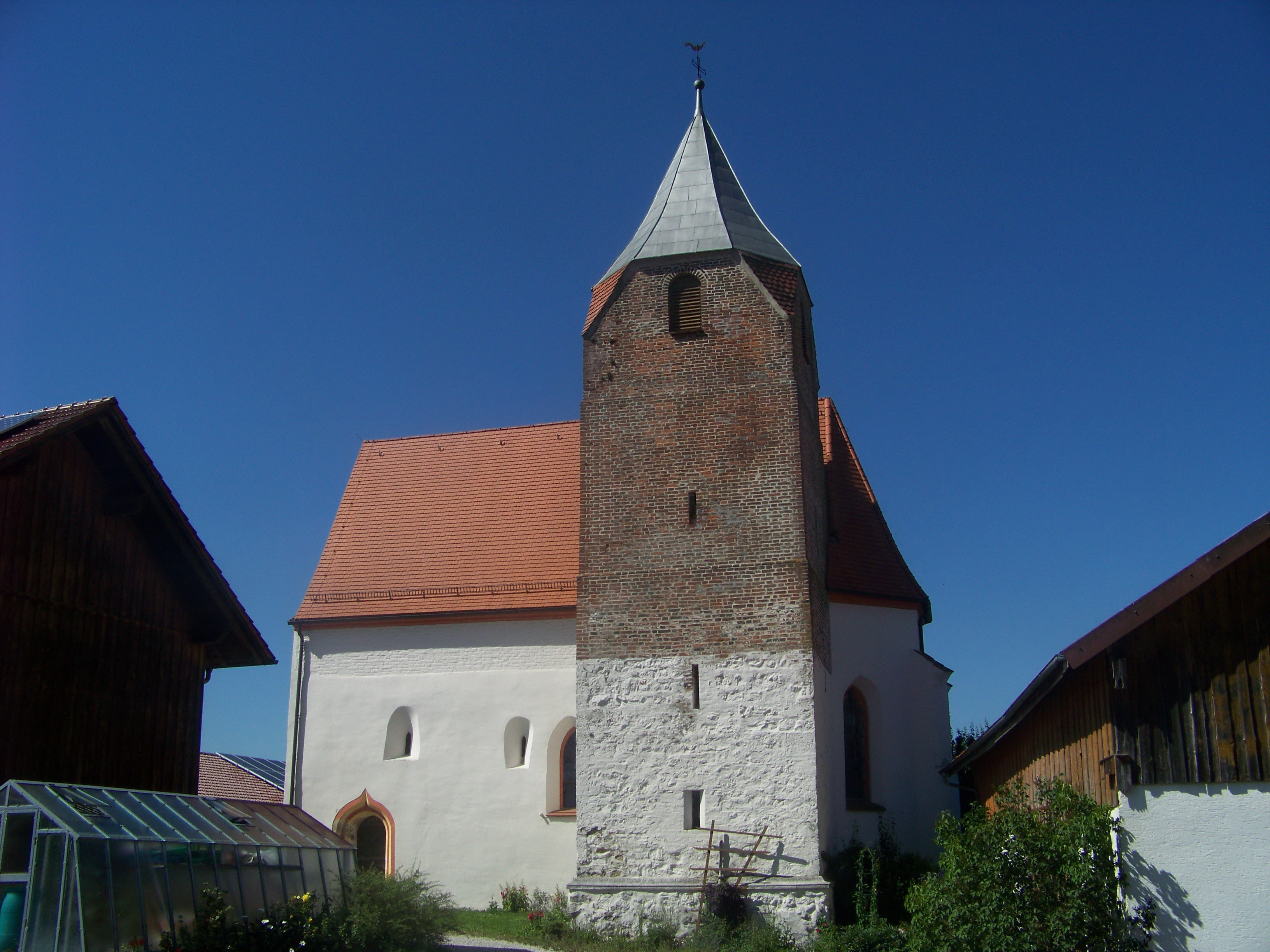